# Ностини, Ренцо
Ренцо Ностини (итал. Renzo Nostini, 27 мая 1914 — 1 октября 2005) — итальянский фехтовальщик, рапирист и саблист, многократный чемпион мира, призёр Олимпийских игр; брат Джулиано Ностини.

## Биография
Родился в 1914 году в Риме. Начинал как пятиборец и прошёл квалификацию для участия в Олимпиаде 1936 года, однако затем начал специализироваться на фехтовании. В 1937 и 1938 годах становился обладателем золотых медалей чемпионатов мира.
После Второй мировой войны в 1947 году стал обладателем серебряной медали чемпионата мира. В 1948 году стал двукратным (в сабле и в рапире) серебряным призёром Олимпийских игр в Лондоне. На чемпионате мира 1949 года завоевал две золотых и одну серебряную медали. На чемпионате мира 1950 года завоевал две золотых медали. В 1951 году стал обладателем двух серебряных медалей чемпионата мира. В 1952 году стал двукратным (в сабле и в рапире) серебряным призёром Олимпийских игр в Хельсинки. В 1953 году завоевал две серебряные медали чемпионата мира. В 1954 году стал чемпионом мира. На чемпионате мира 1955 года завоевал серебряную и бронзовую медали.